# Princezna se zlatou hvězdou
Princezna se zlatou hvězdou, někdy nesprávně Princezna se zlatou hvězdou na čele, je česká filmová pohádka režiséra Martina Friče z roku 1959 na motivy pohádek Boženy Němcové a Pavola Dobšinského. V hlavních rolích se představili Marie Kyselková a Josef Zíma. Všechny dialogy tohoto filmu jsou pronášeny ve verších.

## Děj
Krásná princezna Lada (Marie Kyselková) má na čele zlatou hvězdu. Uchází se o ni zlý král Kazisvět (Martin Růžek). Lada se mu nejprve vymlouvá, klade si podmínky a dává Kazisvětovi úkoly. Když však Kazisvět začne vyhrožovat jejímu stařičkému otci válkou, v přestrojení do myšího kožíšku, který dostala od své stařičké chůvy (Jarmila Kurandová), prchá pryč sama do světa.
Přijde do sousedního království, kde se nechá inkognito zaměstnat na zámku u prince Radovana (Josef Zíma) jako služebná v kuchyni. Zde si ji oblíbí jak vrchní kuchař (Stanislav Neumann), tak i kuchařský pomocník (Josef Vinklář). Na zámeckém plese však odloží své přestrojení. Princ je její krásou okouzlen a okamžitě se do ní zamiluje a daruje jí svůj prsten. Princeznino přestrojení je prozrazeno v okamžiku, kdy solí princovi polévku a darovaný prsten jí spadne do polévky. Král Kazisvět si pro Ladu přijde i sem, vyhrožuje válkou, ale je potupně vyhnán. Pohádka končí svatební hostinou.

## Obsazení
| František Smolík  | král Hostivít                         |
| Martin Růžek      | král Kazisvět VI.                     |
| Marie Kyselková   | princezna Lada, dcera krále Hostivíta |
| Josef Zíma        | princ Radovan                         |
| Jarmila Kurandová | chůva princezny Lady                  |
| Stanislav Neumann | vrchní kuchař                         |
| Eduard Kohout     | maršálek                              |
| Josef Vinklář     | kuchtík Janek                         |
| Theodor Pištěk    | princův pobočník                      |
| Terezie Brzková   | stařenka                              |
| Květa Fialová     | princezna Florindella z Hyrkánie      |
| Stella Májová     | vévodkyně Glorie                      |
| Karel Effa        | pobočník krále Kazisvěta VI.          |

Dále hrají: Jiří Ouhleda (posel), Jan Skopeček (strážný), Josef Skrčený (písař krále Kazisvěta VI.), Miroslav Svoboda (pobočník krále Kazisvěta VI.), Václav Švec (strážný), Alois Dvorský (dvořan)
Sóla tančí: Olga Jungová, Zdena Bronislavská, Zora Doskočilová, Astrid Štúrová, Věra Benšová a Luka Rubanovičová

## Citáty
„Jdi už, kuchaři, naskuhral ses dosyta. Jasný princ se na vás zlobí. A teď vám to spočítá.“
„A co kdyby hodnou ženu nedostal? Z veselého prince byl by smutný král.“

## Místa natáčení
Přestože je většina pohádky natáčena v ateliéru, několik zajímavých exteriérů se zde přece jen objevuje. Nádvoří království, kde nastupuje vojsko Kazisvěta, je nádvoří zámku Průhonice. V několika záběrech se objevuje i hrad Kokořín.

## Zajímavosti
- Princeznu Ladu měla původně hrát herečka Miriam Hynková, ale ta těsně před natáčením vážně onemocněla. Proto režisér Martin Frič na poslední chvíli vybral Marii Kyselkovou, která přišla na konkurz jako taneční komparsistka.[1]
- V původním příběhu podle Němcové i Dobšinského neutíká princezna před cizím králem, ale před nevlastním otcem, který ji nutí k sňatku.[2][3]
- Bratři Grimmové roku 1810 napsali pohádku Prinzessin Mäusehaut, kde se v myším kožíšku ukrývá nejmladší dcera se zlatými vlasy, která ohodnotí lásku ke králi cenou soli jako v pohádce Sůl nad zlato.